# Jerry Bruckheimer Television
Jerry Bruckheimer Television (znany też jako Jerry Bruckheimer TV lub JBTV) – oddział telewizyjny amerykańskiej wytwórni filmowej Jerry Bruckheimer Films. Wyprodukował seriale takie jak, CSI: Kryminalne zagadki Las Vegas, CSI: Kryminalne zagadki Miami, CSI: Kryminalne zagadki Nowego Jorku i Lucyfer.

## Seriale telewizyjne
- 2000–2015, 2018–: CSI: Kryminalne zagadki Las Vegas
- 2002–2012: CSI: Kryminalne zagadki Miami
- 2002–2009: Bez śladu
- 2003–2010: Dowody zbrodni
- 2004–2013: CSI: Kryminalne zagadki Nowego Jorku
- 2008–2009: Jedenasta godzina
- 2015–2016: CSI: Cyber
- 2016–: Lucyfer